# Jonathan Lasker
Jonathan Lasker (Jersey City (New Jersey), 1948) is een van de Amerikaanse schilders van een generatie abstracte schilders die, tijdens de hegemonie-jaren van het minimalisme en fotografie en video binnen de heersende kunstwereld, tegen de verdrukking in een abstracte schilderkunst ontwikkelt.

## Levensloop
Lasker bezocht van 1975 tot 1977 de School of Visual Arts in New York, en vervolgens het California Institute of the Arts. Al in 1981 had hij zijn eerste grote tentoonstelling in de Landmark Gallery in New York en bij galerie Gunnar Kaldewey in Düsseldorf. Een reizende overzichtsexpositie van zijn twintigjarige schilderoeuvre vond plaats in Kunsthalle Bielefeld, het Stedelijk Museum Amsterdam en Kunstmuseum St. Gallen in 1998.

## Schilderstijl
In zijn schilderkunst vanaf ongeveer 1987 vertrekt Lasker vanuit kleine, vaak met ballpoint gemaakte schetsjes op basis waarvan hij klein olieschetsjes maakt als hij ze interessant genoeg vindt. Daarna begint hij zijn schilderij, maar niet door de kleine schets uit te vergroten. Het schilderij is een zelfstandig werk – met name door de veel grotere afmetingen – dat volgens Lasker op zijn eigen merites autonoom dient te worden beoordeeld. Meestal bestaan zijn schilderijen uit een plat, gekleurd vlak waarop tekens, geometrische vormen en vlakken, strakke lijnen, wilde schriftuur en 'marks' zijn aangebracht. Daarbij zoekt hij naar een zo sterk mogelijke objectiviteit in het maakproces, waarin hij echter wel degelijk subjectieve fantasiebeelden wil toelaten; in die zin neemt hij duidelijk afstand van de kunst van Mondriaan of Albers, die streefden naar een zuivere, objectieve kunst.
- Bibsys: 1040778
- Biblioteca Nacional de España: XX1647386
- Bibliothèque nationale de France: cb135089612 (data)
- Gemeinsame Normdatei: 119100495
- International Standard Name Identifier: 0000 0000 7825 6488
- KulturNav: 1a4853b7-36ec-41cc-bd75-113aa3506565
- Library of Congress Control Number: n92014989
- Nationale bibliotheek van Australië: 35304612
- Nationale Bibliotheek van Israël: 987007354681405171
- Nederlandse Thesaurus van Auteursnamen: 106938657
- RKD-Nederlands Instituut voor Kunstgeschiedenis: 48180
- SNAC: w64j89t3
- Système universitaire de documentation: 068897200
- Union List of Artist Names: 500076379
- Virtual International Authority File: 96222219
- WorldCat: E39PBJrCcjYH36JkBmkCdGCCwC